# Robert Redford
Robert Redford (* 18. srpna 1936 Santa Monica, Kalifornie) je americký herec, filmový režisér, producent, držitel dvou Cen Americké akademie filmových umění a věd Oscar, podnikatel, model, zastánce životního prostředí a filantrop.
Začínal jako divadelní herec. Postupně se pak vypracoval a proslavil se ve filmovém průmyslu a to především spoluprací s Paulem Newmanem na snímcích Butch Cassidy a Sundance Kid (1969) a Podraz (1973). Později se stal i oceňovaným filmovým režisérem. Hned za svůj režijní debut vyhrál Cenu Akademie v kategorií Nejlepší režisér. Svoji kariéru uzavřel roku 2018, kdy si naposledy zahrál v kriminální komedií Gentleman s pistolí.

## Dětství a mládí
Narodil se v Santa Monice ve státě Kalifornie jako syn Marthy, rozené Hartové (1914–1955) a jejího manžela Charlese Roberta Redforda (1914–1991). Jeho otec, původem z Rhode Islandu, byl původně mlékař a později účetní u společnosti Standard Oil. Z otcova dalšího manželství pochází polorodý bratr William. Po rodičích má anglické a skotsko-irské předky.
Absolvoval na střední škole "Van Nuys High School" v Los Angeles v roce 1954 a obdržel baseballové stipendium na "University of Colorado at Boulder", kde hrál jako nadhazovač. Stipendium mu bylo odňato kvůli nadměrnému pití, na němž se zřejmě podepsala matčina smrt, když mu bylo 18 let. Ještě na univerzitě vstoupil do univerzitního bratrstva (angl. "fraternity") "Kappa Sigma". Následně studoval malířství na "Pratt Institute" v Brooklynu a chodil na prestižní American Academy of Dramatic Arts v New Yorku.

## Rodina
V roce 1958 se oženil s historičkou a aktivistkou holandského původu Lolou Van Wagenenovou (*1938). Měli spolu syna Scotta Anthonyho Redforda (1959–1959), druhá narozená je dcera Shauna Jean Redfordová, provdaná Schlosserová (*1960), malířka a návrhářka. Syn David James Redford (1962–2020), jenž podlehl rakovině jater, byl scenáristou. Nejmladší dcera Amy Hart Redfordová (*1970), herečka a scenáristka, je provdaná za divadelního režiséra Matta Augusta. Vnuček a vnuků je pět: Mica Schlosserová (*1991), Conor Schloser (*1992), Dylan Redford (*1991), Lena Redfordová (*po 1993) a Eden August (*2008). Lola Van Wagenenová spoluzaložila, v New Yorku v roce 1970, neziskovou vzdělávací organizaci Consumer Action Now (CAN), kde působila po deset let jako spolupředsedkyně.
Robert Redford se s Lolou rozvedl, po 27 letech společného soužití, v roce 1985. Do nového manželství, s německou malířkou Sibylle Szaggarsovou (*1957), vstoupil v roce 2009.

## Kariéra

### Televize
Jeho kariéra, stejně jako u většiny velkých hvězd, které se objevily v 50. letech, začala v New Yorku, kde bylo možné sehnat práci jak u televize, tak na divadelním jevišti. Jako hostující hvězda se objevil v mnoha amerických televizních pořadech, seriálech a dramatech, nebo v antologii Příběhy Alfreda Hitchcocka (1955). V roce 1962 byl za svůj výkon v seriálu The Voice of Charlie Pont nominován na Cenu Emmy za nejlepší herec ve vedlejší roli. Spolupracoval i s časopisem Playboy.

### Divadlo
Jeho broadwayským debutem se stala divadelní role úzkoprsého novomanžela ve hře Neila Simona Bosé nohy v parku.

### Období největší slávy
Svůj filmový debut zaznamenal ve snímku War Hunt (1962), který se odehrává během posledních dnů Korejské války. Tento film byl i hereckým debutem Sydneyho Pollacka. Po úspěchu na Broadwayi byl obsazován do náročnějších hlavních rolí. V roli bisexuální filmové hvězdy, která si bere začínající herečku, se objevil po boku Natalie Woodové ve snímku Jaká je Daisy Cloverová (1965), s níž si zahrál znovu o rok později v Pollackově snímku Zakázaný majetek (1966) a opět v roli jejího milence. Ve témže roce spolupracoval poprvé s Jane Fondovou ve filmu Arthura Penna Štvanice. S ní vytvořil poutavou dvojici ještě ve filmové verzi Bosých nohou v parku (1967) a později v Pollackově Elektrickém jezdci (1979).
Záleželo mu na jeho blonďaté image, kterou si jako začínající herec vytvořil, a odmítl snímky Kdo se bojí Virginie Woolfové? a Absolvent. Role, na kterou čekal, se dočkal ve filmu režiséra George Roy Hilla a scenáristy Williama Goldmana Butch Cassidy a Sundance Kid (1969), poprvé po boku Paula Newmana. Tento film z něj učinil kasovně úspěšného herce a vtiskl mu filmovou podobu inteligentního, spolehlivého, někdy trochu sardonického kladného hrdiny. Díky roli v tomto westernu se stal jednou z nejpopulárnějších hvězd 70. let.
Poté prožil krátké období několika kasovně nepříliš úspěšných filmů, včetně dramatu o lyžování Sjezdař (1969), westernu Willie Boy (1969), a kriminální komedie Ukradený diamant (1972). Celkově byla ale jeho kariéra v rozkvětu, např. kriticky i kasovně uspěl netradiční western odehrávající se ve Skalistých horách Jeremiah Johnson (1972), politická satira Kandidát (1972) a romantické drama s Barbrou Streisandovou Takoví jsme byli (1973), které získalo světovou popularitu a uspělo jak u diváků, tak u kritiků. e stejném roce však přišel ještě větší úspěch a to s filmem Podraz (1973), kde si opět zahrál po boku Paula Newmana. Za tento snímek, který dodnes odborníky považován za jeden z nejlepších filmů všech dob, obdržel svou první nominaci na Oscara.

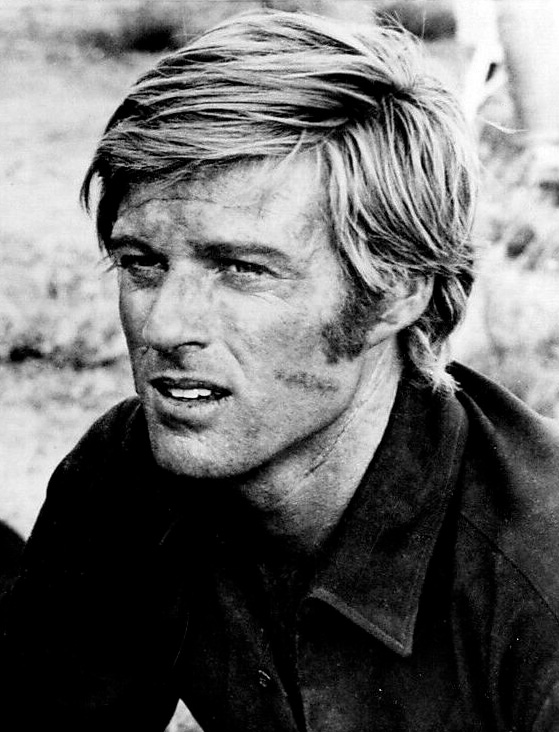
Robert Redford ve westernu Willie Boy (1969)

V dalších letech vytvořil několik hitů: drama podle proslulého románu od Francise Scotta Fitzgeralda Velký Gatsby (1974), dobrodružný film, kde Redford ztvárnil fiktivního průkopníka v letectví Velký Waldo Pepper (1975) a mysteriózní thriller s politickým podtextem Tři dny Kondora (1975), v němž si zahrál po boku Faye Dunaway. Film Všichni prezidentovi muži (1976) režiséra Alana J. Pakuly a scenáristy Goldmana znamenal jistý mezník v jeho kariéře. Nejenže byl producentem filmu a hrál hlavní roli, ale vážný námět filmu, totiž aféra Watergate, ukázal jeho zájem o politická témata i mimo obrazovku.
V roce 1980 si zahrál ředitele věznice v uznávaném dramatu Brubaker, které poukazovalo na tehdejší velmi špatné podmínky a korupci v amerických vězeních. Další hereckou roli si připsal až o 4 roky později, když ztvárnil baseballistu snažícího se o comeback ve sportovním filmu Přirozený talent (1984). Mnoho filmových diváků jej hodnotí jako jeden z nejlepších filmů s baseballovou tematikou dodnes.
V roce 1977 byl požádán českým režisérem Oldřichem Lipský a Jiřím Brdečkou, aby jim zahrál Nicka Cartera ve filmu Adéla ještě nevečeřela. Původně chtěl roli přijmout, ale jeho agent přepočítal honorář z korun na dolary a na konec roli odmítl.

### Herec i režisér
Dlouho zaobíral myšlenkou pracovat před i za kamerou. Už v roce 1969 se producentsky podílel na filmu Downhill Racer. Jako herec středního věku vyzrál natolik, že začal i s režií. Jeho první výlet do této oblasti byli Obyčejní lidé (1980), drama o postupném rozpadu rodiny z vyšší střední třídy, které získalo čtyři Oscary včetně za nejlepší režii. Dramatický výkon amerického miláčka Mary Tyler Moore a znamenité výkony Donalda Sutherlanda a Timothy Huttona jsou připisovány právě jeho režii.
Znovu režíroval až Válku o fazolové pole (1988), komerčně nepříliš úspěšnou filmovou verzi proslulého stejnojmenného románu Johna Nicholse. Další režisérské počiny zahrnují dobové rodinné drama Teče tudy řeka podle stejnojmenné novely Normana Macleana, film podle skutečných událostí o skandálním odhalení v televizním kvizu z 50. let Otázky a odpovědi (1994). O úspěch tohoto filmu se zasloužili i scenárista Paul Attanasio, známý kameraman Michael Ballhaus a skvělé herecké obsazení – John Turturro, Rob Morrow a Ralph Fiennes.

Kromě svých režijních a produkčních závazků nadále působil jako herec. Ve věku, kdy většina herců hraje vedlejší charakterní role, on hrál hlavní role romantické. Jako protějšek Meryl Streepové si zahrál v Pollackově oscarových Vzpomínkách na Afriku (1985) (ve věku 49 let), s Michelle Pfeifferovou v redakční romanci Intimní detaily (1996) (ve věku 60 let) a po boku Kristin Scott Thomas v Zaříkávači koní (1998) (ve věku 62 let), jejž i režíroval. I nadále pracoval na filmech s politickým podtextem, např. Havana (1990), Slídilové (1992) a Spy Game (2001).

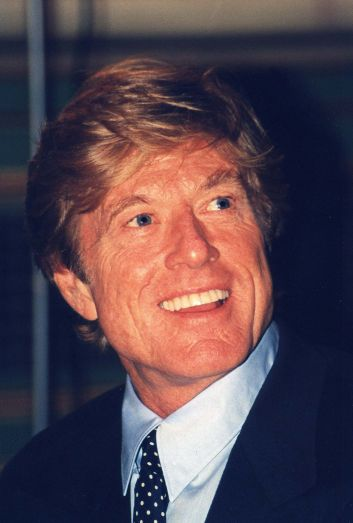
Robert Redford (1997)

### V novém tisíciletí
I když se hodně angažoval v nezávislém filmu, i nadále hrál v mainstreamových hollywoodských filmech. Režíroval úspěšné sportovní drama o golfu s Willem Smithem a Mattem Damonem Legenda o slavném návratu (2000). Jako suspendovaný a armádní důstojník se objevil ve filmu Poslední pevnost (2001) v režii Roda Lurieho. Coby čelní zastánce ochrany životního prostředí, namluvil dokumentární IMAXový film Posvátná planeta (2004), který je pronikavou panoramatickou cestou po Zemi na některé z jejích nejexotičtějších a nejohroženějších míst. V thrilleru Únos (2004) se rodině podnikatele, která žije svůj americký sen, svět převrátí vzhůru nohama, když je podnikatel unesen. K produkci se vrátil u filmu Motocyklové deníky (2004), road movie o názorovém dozrávání studenta medicíny Ernesta Guevary, který později vstoupil do historie jako Che Guevara, a jeho přítele Alberta Granady. Výroba filmu trvala pět let a režisér Walter Salles oceňoval jeho vstřícnost při tvorbě i uvedení filmu. 
Kladné kritiky obdržel i za svůj výkon před kamerou ve filmu Lasse Hallströma Žít po svém (2005) v roli mrzoutského rančera, který má poskytnout přístřeší své snaše (Jennifer Lopezová), kterou viní ze smrti svého syna, a vnučce, o které neměl ani tušení. Navzdory přesvědčivým hereckým výkonům film byl přijat jako klišovitý a příliš sentimentální. Jednu z vedlejších rolí ztvárnil i ve filmu pro děti Šarlotina pavučinka (2006), který byl natočen podle známého románu od amerického spisovatele E. B. Whitea.
Za kameru se pak postavil ještě několikrát. Natočil ještě politický thriller Hrdinové a zbabělci (2007), kde si zahrál jednu z hlavních rolí. O tři roky později zrežíroval další oceňovaný snímek Konspirátor (2010), kde se v hlavních rolích objevili James McAvoy a Robin Wright. Roku 2013 si střihl herecké sólo v dobrodružném dramatu Vše je ztraceno, kde ztvárnil osamělého mořského vlka bojujícícho o svůj vlastní život proti přírodním živlům. Při příležitosti uvedení filmu Gentleman s pistolí (2018) oznámil v létě roku 2018, že ukončuje svou hereckou kariéru a odchází tak do důchodu.

## Filmografie (výběr)
| Rok  | Název filmu                  | Postava / role                            |
| ---- | ---------------------------- | ----------------------------------------- |
| 1965 | Inside Daisy Clover          | Wade Lewis                                |
| 1966 | Zakázaný majetek             | Owen Legate                               |
| 1966 | Štvanice                     | Charlie 'Bubber' Reeves                   |
| 1967 | Bosé nohy v parku            | Paul Bratter                              |
| 1969 | Butch Cassidy a Sundance Kid | Sundance Kid                              |
| 1969 | Willie Boy                   | zástupce šerifa Christopher 'Coop' Cooper |
| 1969 | Downhill Racer               | David Chappellet                          |
| 1972 | Jeremiah Johnson             | Jeremiah Johnson                          |
| 1972 | Kandidát                     | Bill McKay                                |
| 1972 | Ukradený diamant             | John Archibald Dortmunder                 |
| 1973 | Podraz                       | Johnny Hooker (aka) Kelly                 |
| 1973 | Takoví jsme byli             | Hubbell Gardener                          |
| 1974 | Velký Gatsby                 | Jay Gatsby                                |
| 1975 | Tři dny kondora              | Joseph Turner / Kondor                    |
| 1975 | Velký Waldo Pepper           | Waldo Pepper                              |
| 1976 | Všichni prezidentovi muži    | Bob Woodward                              |
| 1977 | Příliš vzdálený most         | Major Julian Cook                         |
| 1979 | Elektrický jezdec            | Norman 'Sonny' Steele                     |
| 1980 | Brubaker                     | Henry Brubaker                            |
| 1984 | Přirozený talent             | Roy Hobbs                                 |
| 1985 | Vzpomínky na Afriku          | Denys Finch Hatton                        |
| 1986 | Orlové práva                 | Tom Logan                                 |
| 1990 | Havana                       | Jack Weil                                 |
| 1992 | Teče tudy řeka               | vypravěč                                  |
| 1992 | Slídilové                    | Martin "Marty" Bishop                     |
| 1992 | Incident at Oglala           | vypravěč                                  |
| 1993 | Neslušný návrh               | John Gage                                 |
| 1996 | Intimní detaily              | Warren Justice                            |
| 1998 | Zaříkávač koní               | Tom Booker                                |
| 2001 | Spy Game                     | Nathan D. Muir                            |
| 2001 | Poslední pevnost             | generálporučík Eugene Irwin               |
| 2003 | Abby Singer                  | sám sebe                                  |
| 2004 | Únos                         | Wayne Hayes                               |
| 2005 | Žít po svém                  | Einar Gilkyson                            |
| 2006 | Šarlotina pavučinka          | Ike                                       |
| 2007 | Hrdinové a zbabělci          | Dr. Stephen Malley                        |
| 2012 | Pravidla mlčení              | Jim Grant / Nick Sloan                    |
| 2013 | Vše je ztraceno              | zbloudilý námořník (jediná postava filmu) |
| 2018 | Gentleman s pistolí          | Forrest Tucker                            |

### Režijní filmografie
| 1980 | Obyčejní lidé             |
| 1988 | Válka o fazolové pole     |
| 1992 | Teče tudy řeka            |
| 1994 | Otázky a odpovědi         |
| 1998 | Zaříkávač koní            |
| 2000 | Legenda o slavném návratu |
| 2007 | Hrdinové a zbabělci       |
| 2010 | Konspirátor               |
| 2012 | Pravidla mlčení           |

## Sundance a nezávislé filmy
Za příjmy ze svých úspěšných filmů, počínaje filmy Butch Cassidy a Sundance Kid a Downhill Racer, koupil lyžařské středisko Timp Haven v utažských horách, které bylo (přes jeho počáteční námitky) přejmenováno na Sundance. Jeho tehdejší žena Lola pocházela z Utahu a v roce 1963 se do zdejší oblasti přestěhovali. Některé části filmu Jeremiah Johnson, který patří k jeho nejoblíbenějším a který ho zároveň silně ovlivnil, se točily nedaleko.
V roce 1981 založil Sundance Institute a od té doby se intenzivně věnuje nezávislému filmu. Díky rozmanitým workshopovým programům a populárnímu filmovému festivalu, poskytuje Sundance tolik potřebnou podporu nezávislým filmovým tvůrcům. Prestižní Sundance Film Festival je ve filmovém průmyslu považován za útočiště nezávislých amerických filmařů. V roce 1995 podepsal smlouvu s kabelovou televizní společností Showtime a vznikl tak kabelový kanál Sundance Channel, který od února 1996 vysílá nezávislou tvorbu 24 hodin denně .
Sundance Institute, kino Sundance Cinemas i Sundance Channel jsou situovány přímo "v" nebo poblíž střediska Sundance. Kromě toho také vlastní proslulý restaurant Zoom na hlavní třídě nedalekého Park City.

## Vyznamenání
V roce 1995 Redford obdržel Čestný doktorát svobodných umění na "Bard College". V prosinci 2005 obdržel vyznamenání Kennedyho Centra za přínos americké kultuře. Držitelé tohoto vyznamenání jsou oceňováni za svůj celoživotní kulturní přínos ve svobodných uměních, ať už jde o tanec, hudbu, divadlo, operu, film nebo televizi. V časopise Playboy byl vyhlášen modelem století.